# Грабарка (Бердичівський район)
Грабарка — колишній хутір у Великонизгурецькій сільській раді Бердичівського району Житомирської області Української РСР.

## Населення
Відповідно до перепису населення СРСР 17 грудня 1926 року, чисельність населення становила 75 осіб, з них 36 чоловіків та 39 жінок; за національністю — поляки. Кількість господарств — 11, з них несільського типу — 4.

## Історія
Заснований у 1820 році, до 1923 року входив до складу Пузирецької волості Бердичівського повіту Київської губернії, до червня 1925 року — до складу Бердичівського району Бердичівської округи. Станом на 17 грудня 1926 року — хутір Великонизгурецької сільської ради Бердичівського району Бердичівської округи. Відстань до центру сільської ради, с. Великі Низгурці — 3 версти, до районного центру, м. Бердичів — 4 версти, до окружного центру в Бердичеві — 3 версти, до найближчої залізничної станції Бердичів — 3 версти. У довіднику з адмінустрою 1946 року пропущений.
Знятий з обліку населених пунктів до 31 липня 1956 року.